# Norra Portugal
Norra Portugal (portugisiska Região do Norte, "den norra regionen") är en NUTS 2-region ("territoriell enhet för statistiska ändamål" - nivå II) i Portugal, som omfattar distrikten Viana do Castelo, Braga, Porto, Vila Real och Bragança, och delar av distrikten Aveiro, Viseu och Guarda. Regionen gränsar i norr och öster till Spanien (Galicien respektive Kastilien och León), i söder till Mellersta Portugal och i väster till Atlanten.

Ytan uppgår till 21 278 km² (24 % av landet). Befolkningen uppgår till (2007): 3 745 246 (37 % av landet). 

## NUTS III
Regionen består av åtta delområden eller NUTS III-enheter:
- Alto Minho
- Cávado
- Ave
- Área Metropolitana do Porto
- Alto Tâmega
- Tâmega e Sousa
- Douro
- Terras de Trás-os-Montes

## Kommuner
Norra Portugal omfattar 86 kommuner (concelhos) - 27,8 % av landet. 

## Historia
Regionen Norra Portugal skapades 1969 som en administrativ enhet för planering, och med en underindelning i de två subregionerna "Litoral Norte" (Norra kusten) som innehåller distrikten Viana do Castelo, Braga och Porto och "Interior Norte" (Norra inre delen) som innehåller distrikten Vila Real och Bragança. Senare har gränserna ändrats så att de, i dag, inte sammanfaller med distriktsgränser. 1986 års indelning hade ambitionen att dela landet i territoriella enheter för statistiska ändamål, till följd av EU-direktiv, och regionen klassades som NUTS II, och indelad i NUTS III.
Geografiskt motsvarar Norra Portugal ungefär de före detta provinserna Entre-Douro-e-Minho och Trás-os-Montes.